# Tomasz Widłak
Tomasz Hubert Widłak – polski prawnik, doktor habilitowany nauk prawnych, profesor uczelni w 
Uniwersytecie Gdańskim, specjalności naukowe: filozofia prawa, teoria prawa, prawo międzynarodowe.

## Życiorys
W 2001 ukończył program matury międzynarodowej w III Liceum Ogólnokształcącym im. Marynarki Wojennej RP w Gdyni. Absolwent magisterskich studiów prawniczych Wydziału Prawa i Administracji Uniwersytetu Gdańskiego oraz International and European Legal Studies Programme w Uniwersytecie w Antwerpii (maxima cum laude). W 2011 na podstawie rozprawy pt. Społeczność międzynarodowa – analiza filozoficzno-prawna otrzymał na Wydziale Prawa i Administracji Uniwersytetu Gdańskiego stopień naukowy doktora nauk prawnych w dyscyplinie prawo. Tam też na podstawie dorobku naukowego oraz rozprawy pt. Teoria i filozofia prawa międzynarodowego Hansa Kelsena uzyskał w 2019 stopień doktora habilitowanego nauk prawnych w zakresie prawa. Autor prac naukowych i popularyzatorskich z zakresu teorii i filozofii prawa, prawa międzynarodowego publicznego i praw człowieka, prawa medycznego i praw pacjenta oraz teorii negocjacji prawniczych. 
Został profesorem uczelni w Uniwersytecie Gdańskim na Wydziale Prawa i Administracji w Katedrze Teorii i Filozofii Państwa i Prawa. Od 2019 jest członkiem Rady Dyscypliny Nauki Prawne Wydziału Prawa i Administracji Uniwersytetu Gdańskiego. Od 2008 pełni także funkcję Pełnomocnika Dziekana WPiA UG ds. współpracy międzynarodowej i wymian studentów. W 2025 został powołany na stanowisko Rzecznika ds. Rzetelności Naukowej na Uniwersytecie Gdańskim.

## linki zewnętrzne
Dr hab. Tomasz Hubert Widłak, [w:] baza „Ludzie nauki” portalu Nauka Polska (OPI PIB) [dostęp 2020-05-01].